# Robert Baravalle

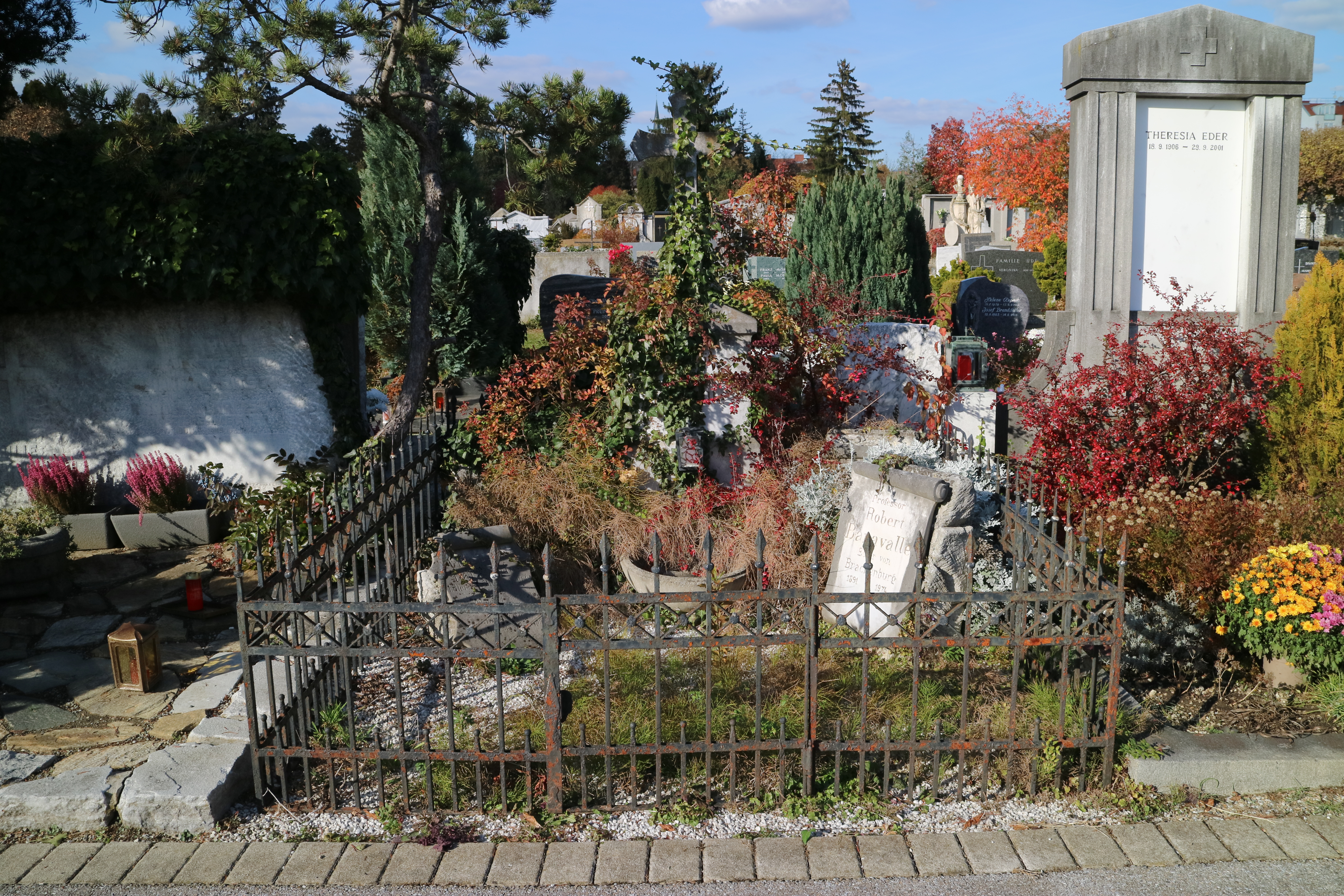
Baravalles Grab auf dem St.-Peter-Stadtfriedhof

Robert Baravalle (* 29. Mai 1891 in Graz, Österreich-Ungarn; † 4. Februar 1974) war ein österreichischer Historiker und Burgenforscher. Er war der Begründer der steirischen Burgenforschung.

## Werdegang
Robert Baravalle wurde am 29. Mai 1891 in Graz als Sohn von Josefine Wittenbauer und des Majors a. D. Friedrich Baravalle geboren. In seiner Jugend besuchte Baravalle die Militär-Unterrealschule in Hirtenberg und dann die Militär-Oberrealschule in Mährisch-Weißkirchen. Im Jahr 1911 wurde er aus der Technischen Militärakademie in Mödling als Leutnant zu den Pionieren nach Pettau ausgemustert. Während des Ersten Weltkrieges diente er eine Zeit lang an der Ostfront. Im März 1916 war er in Südtirol stationiert, wo er zum Hauptmann befördert wurde. Im Jahr 1917 wurde er dem Generalstab zugeteilt.
Nach dem Ende des Krieges trat er als Beamter in den steirischen Landesdienst ein.
Um das Jahr 1925 begann Baravalle mit der Darstellung sämtlicher Burgen der Steiermark. Eine seiner Arbeiten befasste sich mit der Burg Leonroth bei Ligist. Während jener Zeit arbeitete er mit Werner Knapp zusammen. Knapp war für die Anfertigung der Grundrisse der Burgen verantwortlich.
Baravalle wurde 1939 von der Wehrmacht eingezogen. Während des Zweiten Weltkrieges diente er als Pionierkommandeur in Serbien und Griechenland. Ab 1942 diente er an der Ostfront in Russland.
Nach dem Ende des Krieges kehrte er in seine Heimat zurück.

## Trivia
In seiner Jugend besuchte Baravalle häufig das Theater.
Während seiner Tätigkeit als Beamter im steirischen Landesdienst verfasste er viele Zeitungsaufsätze. Baravalle schrieb auch Aufsätze über Theater.

## Werke (Auswahl)
- Neuer Führer durch Graz Und die engere und weitere Umgebung, Ulrich Mosers Verlag, 1938
- Burgen und Schlösser der Steiermark – Eine enzyklopädische Sammlung der steirischen Wehrbauten und Liegenschaften, die mit den verschiedensten Privilegien ausgestattet waren. Mit 100 Darstellungen nach Vischer aus dem „Schlösserbuch“ von 1681,  Stiasny Verlag, 1961
- Hochalmsagen – Sagen von Mareinerboden, aus Seckau, der Graden und der Saal,  Druck und Verlag Heinrich Stiasnys Söhne, Graz
- Preise und Löhne in Graz im 19. Jahrhundert (1820 bis 1914). In: Zeitschrift des Historischen Vereines für Steiermark. 57. Jahrgang 1966, ISSN 0437-5890, ZDB-ID 200440-9, S. 89–125.